# 텔레도세
텔레도세(스페인어: Teledoce)는 우루과이의 텔레비전 채널이다.